# Henning Quanz
Henning Quanz (* 24. August 1967 in Leverkusen) ist ein deutscher Fernsehmoderator, Journalist, Filmemacher und Sprecher.

## Leben und Karriere
Henning Quanz wuchs in Leverkusen auf. Nach dem Abitur am Lise-Meitner-Gymnasium absolvierte er seinen Zivildienst an der Rheinischen Landesklinik in Bonn. Dort arbeitete er auf einer geschlossenen psychiatrischen Akutstation – laut Quanz die wichtigste Vorbereitung für seine Arbeit in der Medienbranche. 1988 zog er nach Köln und jobbte während seines Studiums weiter als Hilfspfleger in der Psychiatrie, als Musiker und Tontechniker. 1992 wirkte er auch bei Produktionen des WDR mit und begann als Reporter und Autor für die Aktuelle Stunde zu arbeiten.
1996 moderierte Henning Quanz seine erste eigene Sendung im WDR: Die Lokalrunde, eine Late-Evening-Show in der Lokalzeit aus Köln. Dafür wurde er beim 24. Wettbewerb der Regionalprogramme von Radio Bremen als bester Nachwuchsmoderator ausgezeichnet. Es folgten Moderationsaufgaben bei VOX, Spiegel TV und dem ZDF, bevor er 2000 wieder zum WDR wechselte und dort die Moderation der Sendung WDRpunktKöln übernahm. Seit 2007 moderiert Quanz im WDR das tägliche Regionalmagazin Lokalzeit aus Köln.

## Privates
Henning Quanz ist verheiratet und lebt mit seiner Frau und seinen drei Kindern in Köln.

## Moderationen (Auswahl)
- 1996: Die Lokalrunde (WDR)
- 1997–1998: Click – Multimediamagazin (VOX)
- 1999: Live aus Hollymünd (WDR)
- 2000–2001: Volle Kanne (ZDF)
- 2000–2006: WDRpunktKöln (WDR)
- 2002–2005: Dabei ab Zwei (MDR)
- seit 2007: Lokalzeit aus Köln (WDR)